# Gisbert Krümmer
Friedrich Wilhelm Gisbert Krümmer (* 28. August 1856 in Dortmund; † 26. Januar 1922 in Gonzenheim bei Homburg) war deutscher wirklicher Geheimer Oberbergrat.

## Leben
Er entstammt einer alten westfälischen Familie, die vom Hof Westhemmerde im Kreis Hamm kommt. Er erhielt seine schulische Bildung Elementarschule, sodann auf der mit dem Gymnasium verbundenen Realschule in Dortmund. Nach bestandener Prüfung schlug er den Weg des Bergmanns ein und fuhr seine erste Schicht als Bergbaubeflissener am 14. April 1874 auf dem Königlichen Steinkohlenbergwerk in Ibbenbüren. Nach der Probegrubenfahrt auf der Zeche Eintracht Tiefbau bei Essen studierte er nacheinander an den Universitäten Tübingen und Straßburg und hörte im letzten Semester Vorlesungen an der Universität und an der Bergakademie in Berlin.
Während seiner Zeit in Straßburg wurde er in das Schleswig-Holsteinischen Ulanen-Regiment Nr. 15 eingezogen. Seine Übungen leistete er aber beim Dragoner-Regiment Nr. 7 zu Saarbrücken ab, dem er später als auch Reserveoffizier angehörte.
In Berlin bestand er am 6. Juli 1879 die Prüfung zum Bergreferendar. Zur weiteren Ausbildung wurde er nach Ungarn und in den englischen Kohlen- und Eisenbezirke geschickt. Nach seiner zweiten Staatsprüfung wurde er am 16. Oktober 1883 zum Bergassessor ernannt. Er kam zunächst zu den Bergrevierbeamten nach Bochum und einige Monate später zu der Berginspektion nach Lautenthal. Von dort wurde er an die Königin-Luise-Grube nach Zabrze versetzt und dort Ende 1885 zum Berginspektor befördert. Am 1. Februar 1890 erfolgte seine Berufung an die Berginspektion Sulzbach und 2 Monate später seine Ernennung zum Bergwerksdirektor und Direktor dieser Berginspektion. Im Sommer 1890 erhielt Krümmer vom Minister für Handel und Gewerbe den Auftrag den Auftrag, den Vorsitzenden der Bergwerksdirektion in Saarbrücken – den Geheimen Bergrat Nasse – auf einer Reise zur Begutachtung der Verhältnisse der Bergarbeiter in Großbritannien, namentlich beim Steinkohlenbergbau, zu begleiten. Daraus entstand der Bericht Die Bergarbeiter-Verhältnisse in Großbritannien, bei dem Krümmer die Abschnitte über die Arbeitsverhältnisse der Bergleute
im Einzelnen und über die Wohlfahrtseinrichtungen beisteuerte.
Er wurde am 1. Juni 1899 zum Oberbergrat und Mitglied des Oberbergamts Breslau ernannt. Aber seine Gesundheit hatte gelitten, so dass er am 1. Oktober 1901 in den einstweiligen Ruhestand verabschiedet wurde. Er erholte sich wieder und am 1. April 1904 kehrte er in den Staatsdienst zurück. Nach kurzer Verwendung als Mitglied des Oberbergamtes in Bonn wurde er mit dem Vorsitz der Bergwerksdirektion in Dortmund und, nachdem er zum Geheimen Bergrat ernannt worden war, Anfang 1905 mit dem der Bergwerksdirektion in Saarbrücken betraut. Aber bereits am 1. April 1907 wurde er als Berghauptmann und Direktor des Oberbergamtes nach Clausthal und am 1. Oktober 1911 in derselben Eigenschaft wieder zum Oberbergamt Bonn versetzt. Im März 1917 wurde er zum Wirklichen Geheimen Oberbergrat mit dem Rang des Rates 1. Klasse ernannt. Er blieb aber in Bonn, bis er am 1. Mai 1921 in den Ruhestand versetzt wurde.
Er galt als stiller und zurückhaltender Mann und erhielt zahlreiche Auszeichnung:
- Landwehrdienstauszeichnung 2. Klasse
- Roter Adlerorden 3. Klasse mit Schleife
- Kronen-Orden 2. Klasse
- Verdienstkreuz für Kriegshilfe
- Eisernes Kreuz am weißen Bande 2. Klasse
- Ritterkreuz des Ordens der Württembergischen Krone mit dem Löwen
- Kommandeurskreuz 2. Klasse des Braunschweigischen Ordens Heinrichs des Löwen
- Lippischer Hausorden II. Klasse

## Familie
Er war seit 1886 mit Mathilde Frederike von Veith (1858–1921) verheiratet, Tochter des Generalmajors Karl von Veith. Sie organisierte z. B. nach einem schweren Schlagwetterexplosion auf der Grube Reden am 28. Januar 1907 eine Sammlung für die Hinterbliebenen. Ferner war sie Gründerin des Vaterländischen Frauenvereins in Clausthal. Später war sie Vorsitzende des Bonner Vaterländischen Frauenvereins, der ihr zu ehren die Mathilde-Krümmer-Stiftung errichtet. Das Paar hatte mehrere Kinder:
- Gisbert Carl Gustav (1887–1887)
- Adolf Wilhelm (1888–1968), Bergreferendar, Dr. phil.

⚭ 1950 Ingeborg von Bardeleben (* 1907), Oberstudienrätin
⚭ Anita Alicia Weil
- Hans Gisbert (1890–1965), Besitzer von Girardet & Co. Hamburg[2] ⚭ 1920 Hildegard Anna Girardet, Tochter von Wilhelm Girardet
- Mathilde Adelheid Johanna (* 1891)
- Ewald Ludwig (1896–1968) ⚭ 1930 Irmgart Saxe